# Островът на тридесет ковчега
Островът на тридесет ковчега (на френски: L'île aux trente cercueils) е френски телевизионен сериал от 1979 г. в шест части. Филмова адаптация е на приключенския роман на Морис Льоблан. В главната роля – Клод Жад.

## Сюжет
През юни 1902 г. г-н Антоан д'Ержемон се разхожда из Булонския лес с хубавата си дъщеря Вероника. Той е нападнат от четирима непознати мъже е след къса борба Вероника е довлечена в един автомобил.
Граф Алекси Ворски е полски благородник с твърде лоша репутация, който обича Вероника д'Ержемон, а и Вероника също го обича. Отблъснат от баща ѝ, Ворски устройва отвличането без знанието на Вероника.
Aнтоан д'Ержемон, който чрез своя жесток егоизъм и невиждано скъперничество е направил дъщеря си нещастна, се заклева да отмъсти по какъвто и да е начин. Верен на клетвата си, г-н д'ЕрЖемон грабва на свой ред детето, родено от брака на неговата дъщеря с Ворски и бяга с купена от него яхта.
Морето е бурно, яхтата е разбита от вълните. Четиримата моряци, които я управляват, са прибрани от рибарска лодка и според техните думи д'Ержемон и детето са изчезнали сред вълните. Когато Вероника научава за тяхната смърт, става монахиня.
Това трагично минало застига Вероника д'Хергемон след четиринадесет години, когато тя открива личния си етикет (V d'H) във филм, прожектиран в Безансон. Разстроена, тъй като знаейки, че никой освен нея, баща ѝ и Ворски не са знаели този подпис, тя предприема изследвания в Бретан, където е заснет филмът. Изследванията ѝ ще я отведат по следите на баща ѝ и сина ѝ, които макар всички да ги вярваха мъртви, са се приютили на остров Сарек, по-известен в региона като „Островът на тридесетте ковчега“. Веднага щом пристига на острова, кошмарът започва ...

## В ролите
- Клод Жад (Вероника д'Ержемон)
- Жан-Пол Зенакер (Ворски)
- Ив Бенейтон (Филип Мару)
- Паскал Селиер (Франсоа)
- Джули Филип (Елфрйд)
- Жорж Маршал (Антоан д'Хергемонт)
- Мари Мерджи (Хонорин)